# Anticiclone scandinavo
L'anticiclone scandinavo è una struttura di alta pressione dinamica che si localizza nell'area dell'Europa settentrionale attorno alla Scandinavia (tra il Mare del Nord ed il Mar Baltico) e che rappresenta l'epilogo di certe avanzate anticicloniche verso nord/nord-est dell'anticiclone delle Azzorre.

## Genesi
L'anticiclone scandinavo trae origine dal prolungamento dell'anticiclone delle Azzorre, a seguito della sua estensione verso l'Oceano Atlantico settentrionale, il Mare del Nord e la Penisola scandinava fino al Circolo polare artico.
Se viene a formarsi una lacuna barica nel Mare del Nord (a ovest della Norvegia o tra le coste norvegesi sud-occidentali e quelle britanniche nord-orientali) durante lo stazionamento dell'alta pressione delle Azzorre nella suddetta configurazione, la possente ed estesa struttura anticiclonica tende a fratturarsi in due distinte aree di alta pressione, stanti appunto le depressioni che "tagliano a metà" la rimonta altopressoria, venendo così a costituirsi un'area "azzorriana" sud-occidentale (la principale, essendo l'area di origine), in ritirata dalle isole britanniche verso l'Oceano Atlantico centrale, ed oltre a questa appunto l'anticiclone scandinavo, che si posiziona nell'area scandinava, creando una situazione di blocco altopressorio sull'Europa settentrionale. Una conseguenza frequente di questa stazionarietà consiste nel permanere di particolari condizioni anche in altre aree dell'Europa: ad esempio, in inverno, un anticiclone simile produce molto spesso retrogressioni di aria fredda verso il Mar Mediterraneo, oppure, nelle altre stagioni, provoca molto spesso un periodo, anche prolungato, con condizioni perturbate e ciclogenesi sull'Europa centro-meridionale; l'anticiclone scandinavo, infatti, insediandosi nei luoghi dove abitualmente affluiscono le perturbazioni che si originano dall'Oceano Atlantico settentrionale, fa "scivolare" il getto depressionario verso latitudini anche notevolmente più basse, che spesso - appunto - vanno ad interessare il Mediterraneo con particolare persistenza.
La formazione di questa area anticiclonica dinamica richiama, per certi versi, il fenomeno del cut off delle aree di bassa pressione.

## Effetti sul clima
L'anticiclone scandinavo si forma, generalmente, nei mesi invernali e, con minore probabilità, in alcuni periodi delle stagioni primaverili ed autunnali; rara, ma non impossibile, una sua presenza durante l'estate.
Nei mesi freddi dell'anno, l'anticiclone scandinavo determina la discesa di aria fredda verso i paesi dell'Europa centro-orientale, da dove entra nel Mediterraneo prevalentemente attraverso la porta della bora, con conseguente diminuzione delle temperature sull'Italia e tempo generalmente nevoso anche a quote molto basse lungo i rilievi alpini settentrionali, lungo il versante appenninico orientale, sulle aree del medio-basso Adriatico e al Sud peninsulare (l'Italia settentrionale e le regioni del medio-alto versante tirrenico vedono generalmente cieli sereni con venti forti del primo quadrante, ossia di provenienza nordoccidentale, con correnti quindi di tramontana e di maestrale).
Nei mesi caldi dell'anno, la presenza dell'anticiclone scandinavo, seppur più rara, determina tempo stabile e temperature molto elevate nell'Europa settentrionale (prossime ai 35 °C di massima ma con elevata escursione termica giornaliera) e la discesa di aria fresca nelle medesime zone dell'Europa centro-orientale e meridionale dove, però, tende ad accentuare i fenomeni temporaleschi termoconvettivi nelle ore pomeridiane e serali, portando moderate e temporanee diminuzioni di temperatura soltanto in concomitanza e nelle aree interessate dalle precipitazioni.
Sia nei mesi freddi che in quelli caldi, risultano minime le probabilità in cui l'aria fredda, sospinta dall'anticiclone scandinavo verso il Mediterraneo, possa entrare attraverso la porta del Rodano. In tal caso si verificherebbe una conseguente ciclogenesi sui mari ad ovest della penisola italiana che determinerebbe nevicate a quote molto basse anche sui versanti occidentali italiani durante la stagione invernali e tempo perturbato con intensi e diffusi rovesci di pioggia nelle altre stagioni.
Quando sussistono particolari condizioni atmosferiche, generalmente all'inizio della primavera, tra l'anticiclone delle Azzorre vero e proprio e questa promontorio anticiclonico temporaneo, si fa strada un certo flusso perturbato dall'Oceano Atlantico, che da ovest, porta aree di bassa pressione spostarsi dall'oceano alle aree occidentali dell'Europa, dal quale, poi, derivano ciclogenesi nei principali mari europei, Mediterraneo in primis.